# Стоун, Бенджамин Клеменс
Бенджамин Клеменс Мастерман Стоун (англ. Benjamin Clemens Masterman Stone, 1933 — 19 марта 1994) — американский биолог, ботаник, профессор ботаники китайского происхождения, основатель Micronesica и опытный художник, специализировавшийся на ботанических иллюстрациях.

## Биография
Бенджамин Клеменс Мастерман Стоун родился в Шанхае в 1933 году. Его отец был британцем, а его мать была американкой. 
Стоун окончил Pomona College в Клермонте, штат Калифорния. 
Он учился в Гавайском университете. В 1960 году Стоун получил степень доктора философии. 
В 1961 году он стал биологом на факультете Университета Гуама.  
В 1964 году Бенджамин Клеменс Мастерман Стоун основал Micronesica. 
Он был профессором ботаники в Университете Малайя с 1965 по 1984 год. 
Бенджамин Клеменс Мастерман Стоун неожиданно скончался 19 марта 1994 года в возрасте 60 лет.

## Научная деятельность
Бенджамин Клеменс Мастерман Стоун специализировался на папоротниковидных и на семенных растениях.   

## Публикации
Бенджамин Клеменс Мастерман Стоун является автором более 300 публикаций. 
Статьи Стоуна в Micronesica: 
- Stone, B.C. 1964. A review of the new botanical names published in Safford's Useful Plants of Guam. 1(1): 123—130.
- Stone, B.C. Additions to the flora of Guam. 1964. 1(1): 131—136.
- Stone, B.C. 1964. Ophioglossum pendulum in the Marshall Islands. 1(1): 155.
- Stone, B.C. 1966.  Further additions to the flora of Guam. 2(1): 47—50.
- Fosberg, F.R. & B.C. Stone. 1966. Leucaena insularum in Guam. 2(1): 67—70.
- Stone, B.C. 1967. Some vernacular names of plants from Kapingamarangi and Nukuoro Atolls, Caroline Islands. 2(2): 131—132.
- Stone, B.C. 1967. Further additions to the flora of Guam. III. 2(2): 133—141.
- Stone, B.C. 1967. Further additions to the flora of Guam. III. 2(2): 133—141.
- Stone, B.C. 1967. The phytogeography of Guam. 3(1): 67—73.
- Stone, B.C. 1967. The genus Pandanus in Micronesia. I. The Marianas species. 3(2): 105—128 Corrigenda: 4(2): 371.
- Stone, B.C. 1968. Notes on Pandanus in the Line Islands. 4(1): 85—93 Corrigenda: 4(2): 371.
- Stone, B.C. 1970. The Flora of Guam. A Manual for the Identification of the Vascular Plants of the Island. 6(1/2): 1—659.
- Stone, B.C. 1972. The genus Pandanus in Micronesia. II. Section Microstigma. 7(1/2): 85—93.
- Stone, B.C. 1972. The genus Pandanus in Micronesia. III. Pandanus patina Martelli. 7(1/2): 95—98.
- Stone, B.C. 1981. East Polynesian species of Freycinetia Gaudichaud (Pandanaceae). 17 (1/2): 47—58.
- Stone, B.C. 1991. The genus Loheria Merrill (Myrsinaceae). 24(1): 65—80.

## Почести
Растение Nepenthes benstonei было названо в его честь. 